# 北京宽耳蝠
北京宽耳蝠（学名：Barbastella beijingensis），蝙蝠科宽耳蝠属下的一种，其种加词“beijingensis”意为“北京的”。中国特有物种。
2007年中国科学院动物研究所的几位学生在北京房山区一处废弃的隧道中发现了北京宽耳蝠。后由华东师范大学教授张树义与中科院动物研究所博士生张颈硕、韩乃坚等人通过分子生物学、形态学与声学的综合比较，确定此为一独立新种。这也是第一种由中国人命名的蝙蝠物种。